# Joeri Lebedev
Joeri Vasiljevitsj Lebedev (Russisch: Юрий Васильевич Лебедев) (Moskou, 1 maart 1951) is een Sovjet-Russisch ijshockeyer.
Lebedev won tijdens de Olympische Winterspelen 1980 de zilveren medaille. Hij scoorde een hattrick tegen Nederland tijdens de Olympische Winterspelen van 1980.
Lebedev werd zesmaal wereldkampioen (1973, 1974, 1975, 1978, 1979 en 1981).